# Здвижівська сільська рада
| Здвижівська сільська рада — колишній орган місцевого самоврядування у Бородянському районі Київської області з адміністративним центром у с. Здвижівка. Сільській раді були підпорядковані населені пункти: - с. Здвижівка |

## Склад ради
Рада складалася з 16 депутатів та голови.

### Керівний склад ради
| ПІБ                       | Основні відомості                                                 | Дата обрання | Дата звільнення |
| ------------------------- | ----------------------------------------------------------------- | ------------ | --------------- |
| Черненко Тарас Михайлович | Сільський голова, 1981 року народження, освіта                    | 26.03.2006   | 31.10.2010      |
| Козир Раїса Іванівна      | Сільський голова, 1975 року народження, освіта вища, позапартійна | 31.10.2010   |                 |

Примітка: таблиця складена за даними джерела